# Промышленный сельсовет
Промышленный сельсовет — сельское поселение в Искитимском районе Новосибирской области Российской Федерации.
Административный центр — посёлок Керамкомбинат.

## История
Статус и границы сельского поселения установлены Законом Новосибирской области от 2 июня 2004 года № 200-ОЗ «О статусе и границах муниципальных образований Новосибирской области»

## Население
| 2002  | 2010  | 2012  | 2013  | 2014  | 2015  | 2016  |
| ----- | ----- | ----- | ----- | ----- | ----- | ----- |
| 1738  | ↗1776 | ↗1815 | ↗1884 | ↘1855 | ↗1860 | ↘1854 |
| 2017  | 2018  | 2019  | 2020  | 2021  |       |       |
| ↗1860 | ↘1824 | ↘1818 | ↘1806 | ↘1788 |       |       |

## Состав сельского поселения
| № | Населённый пункт | Тип населённого пункта          | Население |
| - | ---------------- | ------------------------------- | --------- |
| 1 | Керамкомбинат    | посёлок, административный центр | ↘1788     |